# Made in America (Film)
Made in America ist ein Film von Marcia Brandwynne, Nadine Schiff, Holly Goldberg Sloan unter der Regie von Richard Benjamin. Er wurde 1993 in den USA gedreht. Hauptdarsteller sind Whoopi Goldberg und Ted Danson.

## Handlung
Während der Bestimmung der Blutgruppe im Biologieunterricht entdeckt Zora Mathews, eine intelligente Schülerin der High School, dass sie einen anderen Vater haben muss, als bislang angenommen. Zur Rede gestellt, muss ihre selbstbewusste Mutter Sarah (Chefin ihres afroamerikanischen Ladens) der Tochter gestehen, dass ihr verstorbener Mann nicht Zoras Vater ist. Zora ist das Resultat einer Samenspende.
Zora findet den Namen ihres Vaters heraus und stellt entsetzt fest, dass er ein weißer Autohändler namens Hal ist. Sie ist hin- und hergerissen zwischen der Freude, endlich ihren Vater gefunden zu haben und dem Gedanken, dass er weiß, nervtötend und ein in der Werbung omnipräsenter Autohändler ist.
Auch Hal weiß nicht, was er von seinem unerwarteten Vaterglück halten soll und gerät zunächst mit Sarah in Streit. Als Sarah versehentlich eine Werbeaktion von Hal sabotiert, indem sie den dazugehörigen Elefanten wild macht und quer durch die Stadt stampfen lässt, scheint das Band zwischen Hal und den Frauen zerschnitten, doch dann stellt sich heraus, dass die Werbeaktion ein voller Erfolg war und viele neue Kunden anlockt.
Hal beginnt daraufhin umzudenken und sucht den Kontakt zu Sarah und Zora. Er entwickelt immer mehr Vatergefühle für Zora und verliebt sich schließlich in Sarah. Doch dann stellt sich heraus, dass Hal gar nicht Zoras Vater ist. Am Ende sind die drei jedoch so fest als Familie zusammengewachsen, dass Hal die Vaterrolle für Zora übernimmt und diese Hal auf ihrer Abschlussfeier als ihren Dad vorstellt.

## Kritiken
Das Lexikon des internationalen Films schrieb, der Film sei eine „Komödie, die ihre wenigen Höhepunkte den guten Darstellern zu verdanken hat, zum Ende hin aber nicht nur an Tempo verliert, sondern zudem in allzu penetranter amerikanischer Familienideologie versinkt“.

## Hintergründe
In dem Film spielte Will Smith seine zweite kleine Filmrolle. Er spielt Tea Cake, den besten Freund von Sarahs Tochter.

Der Film spielte weltweit ca. 104,9 Millionen US-Dollar ein, darunter ca. 44,9 Millionen US-Dollar in den USA.